# RAND
La Corporación RAND (Research ANd Development) (en español Investigación y Desarrollo) es una organización sin ánimo de lucro, un laboratorio de ideas y un grupo de académicos expertos en análisis y formulación de políticas. 
La Corporación RAND fue creada en 1948 por Douglas Aircraft Company para ofrecer servicios de investigación y análisis a las Fuerzas Armadas de los Estados Unidos; actualmente es una organización independiente con unos 1850 empleados, el 53% de los cuales poseen un PhD en sus campos de estudio. 
Está financiada mayormente por el Departamento de Defensa, Departamento de Seguridad Nacional y otros departamentos del Gobierno de los Estados Unidos y otra parte de su financiamiento proviene de corporaciones privadas, universidades, fundaciones y otros contribuyentes y donantes al trabajo de la investigación de la fundación. La organización se enfoca principalmente en las políticas públicas y su formulación, proporcionando reportes y análisis sobre recomendaciones hasta qué tan efectivas son la actuales políticas públicas, los subcampos que abarcan sus investigaciones son el gobierno y la política, ciencia política y política de relaciones internacionales, salud, energía, educación y entre otros subcampos que forman parte de las investigaciones y reportes de la Corporación RAND.

## Historia
RAND se fundó cuando algunos miembros del Departamento de Guerra, la Oficina de Investigación Científica y Desarrollo, y la industria de Estados Unidos comenzaron a discutir la necesidad de una organización privada para conectar la planificación militar con las decisiones de investigación y desarrollo. El 1 de octubre de 1945, el Proyecto RAND fue establecido bajo contrato especial con la Douglas Aircraft Company y comenzó a operar en diciembre de 1945. A finales de 1947, el Proyecto RAND consideró operar como una organización separada de Douglas y en febrero de 1948, el Jefe de Gabinete de la recién creada Fuerza Aérea de los Estados Unidos escribió una carta al presidente de la Douglas Aircraft Company que aprobó la evolución del Proyecto RAND en una corporación sin fines de lucro, independiente de Douglas. El 14 de mayo de 1948, RAND fue incorporado como una corporación sin fines de lucro bajo las leyes del Estado de California y el 1 de noviembre de 1948, el contrato del Proyecto RAND fue transferido formalmente de la Douglas Aircraft Company a la RAND Corporation.
Desde la década de los 50, RAND ha realizado análisis para ayudar en las decisiones políticas de Estados Unidos sobre una amplia variedad de temas, incluyendo la carrera espacial, la confrontación de armas nucleares entre Estados Unidos y la Unión Soviética, la creación de programas de bienestar social de la Gran Sociedad. Su contribución más visible puede ser la doctrina de la disuasión nuclear mediante la destrucción mutuamente asegurada (MAD), desarrollada bajo la guía del entonces secretario de Defensa Robert McNamara y basada en su trabajo con la teoría de los juegos bajo los auspicios de John von Newmann. El jefe de estrategias Herman Kahn también postuló la idea de un intercambio nuclear "ganable" en su libro de 1960 sobre la guerra termonuclear. Esto llevó a Kahn a ser uno de los modelos para el personaje titular de la película Dr. Strangelove, en la que RAND es falsificada como la "Corporación BLAND".
A lo largo del tiempo RAND se ha transformado y actualmente también trabaja en la organización comercial y gubernamental de los Estados Unidos.

## Proyecto RAND
El general Henry H. Arnold, comandante de las Fuerzas Aéreas del Ejército de los Estados Unidos, estableció el Proyecto RAND con el objetivo de estudiar la planificación a largo plazo de futuras armas. En marzo de 1946, Douglas Aircraft Company recibió un contrato de investigación sobre guerra intercontinental, utilizando investigación de operaciones. En mayo de 1946, se lanzó el diseño preliminar de una nave espacial experimental mundial. En mayo de 1948, el Proyecto RAND se separó de Douglas y se convirtió en una organización independiente sin fines de lucro, ya que Douglas Aircraft temía que creara conflictos de intereses que pusieran en peligro futuros contratos de hardware. El capital inicial para la escisión fue proporcionado por la Fundación Ford.

## Misión
RAND se incorporó como una organización sin fines de lucro para la investigación para el Departamento de Defensa de los Estados Unidos en el año de 1949 después de la Segunda Guerra Mundial por la Fuerza Aérea, la misión de RAND es ''Ayudar a mejorar las políticas y la toma de decisiones por medio del análisis y la investigación''. Los valores fundamentales de la organización son ''calidad y objetividad''. El rol de la corporación RAND desempeña una función importante a la formulación de políticas en los Estados Unidos, a través de sus informes, análisis y proyectos de investigación, la Corporación RAND es uno de los más destacados e influyentes Think Tanks dentro de los Estados Unidos. 

## Logros
Los logros de RAND provienen de su desarrollo de análisis de sistemas. Ha realizado contribuciones importantes en los sistemas espaciales y en el programa espacial de los Estados Unidos, en informática y en inteligencia artificial. Los investigadores de RAND desarrollaron muchos de los principios que se usaron para construir Internet. RAND también contribuyó al desarrollo y uso del juegos de guerra.
Las áreas de especialización actuales incluyen: política infantil, justicia civil y penal, educación, salud, política internacional, mercados laborales, seguridad nacional, infraestructura, energía, medio ambiente, gobierno corporativo, desarrollo económico, política de inteligencia, planificación a largo plazo, gestión de crisis y preparación para desastres, estudios poblacionales y regionales, ciencia y tecnología, bienestar social, terrorismo, política artística y transporte.
RAND diseñó y realizó uno de los estudios más grandes e importantes del seguro de salud entre 1974 y 1982. El Experimento de Seguro de Salud RAND, financiado por el entonces Departamento de Salud, Educación y Bienestar de los Estados Unidos, estableció una corporación de seguros para comparar la demanda de servicios de salud con su costo para el paciente.
Según el informe anual de 2005, "aproximadamente la mitad de la investigación de RAND involucra problemas de seguridad nacional". Muchos de los eventos en los que RAND desempeña un papel se basan en suposiciones que son difíciles de verificar debido a la falta de detalles sobre el trabajo altamente clasificado de RAND para las agencias de defensa e inteligencia. RAND Corporation publica todos sus informes no clasificados en su totalidad en su sitio web.

## Sedes
la Corporación RAND tiene alrededor de 1800 empleados, entre ellos 400 académicos de investigación distribuidos en seis sedes:
- En los Estados Unidos: Santa Mónica, California (sede) y Washington D. C. (actualmente localizados en Arlington, Virginia y Pittsburgh, Pensilvania);
- En Europa: Leiden en los Países Bajos, Berlín, Alemania, y Cambridge en el Reino Unido.
- En Asia: el 2003, se inauguró el instituto RAND-Catar.

## Participantes notables

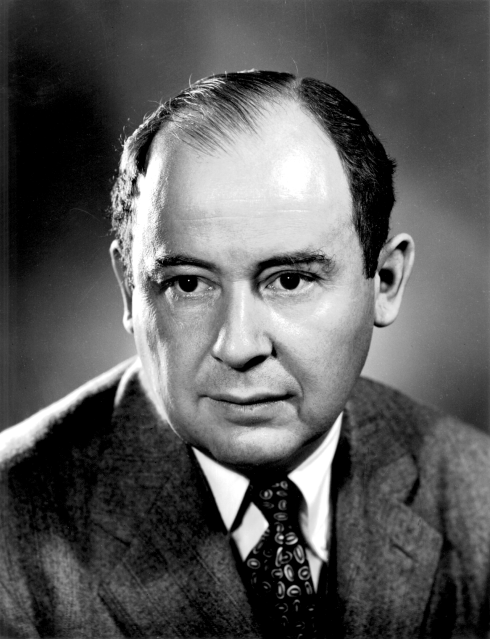
John von Neumann. Los Álamos

- John von Neumann. Los ÁlamosEn los últimos 60 años, varios ganadores del Premio Nobel han estado involucrados o asociados con la Corporación RAND en algún momento de sus carreras.
- Henry H. "Hap" Arnold: General, Fuerza Aérea de los Estados Unidos
- Bruno Augenstein: físico, matemático y científico espacial
- J. Paul Austin: Presidente de la Junta, 1972-1981
- Paul Baran: uno de los desarrolladores de conmutación de paquetes que se utilizó en Arpanet y redes posteriores como Internet
- Richard Bellman: Matemático conocido por su trabajo en la programación dinámica
- Barry Boehm: trabajó en computación gráfica interactiva con la RAND Corporation en la década de los 60 y había ayudado a definir el Arpanet en las primeras fases de ese programa[13]
- Harold L. Brode: físico, experto en efectos de armas nucleares
- Bernard Brodie: Estratega militar y arquitecto nuclear
- Samuel Cohen: inventor de la bomba de neutrones en 1958[14]
- Franklin R. Collbohm: Ingeniero de aviación, Douglas Aircraft Company, fundador de RAND y exdirector y fideicomisario.[15]
- Walter Cunningham: astronauta

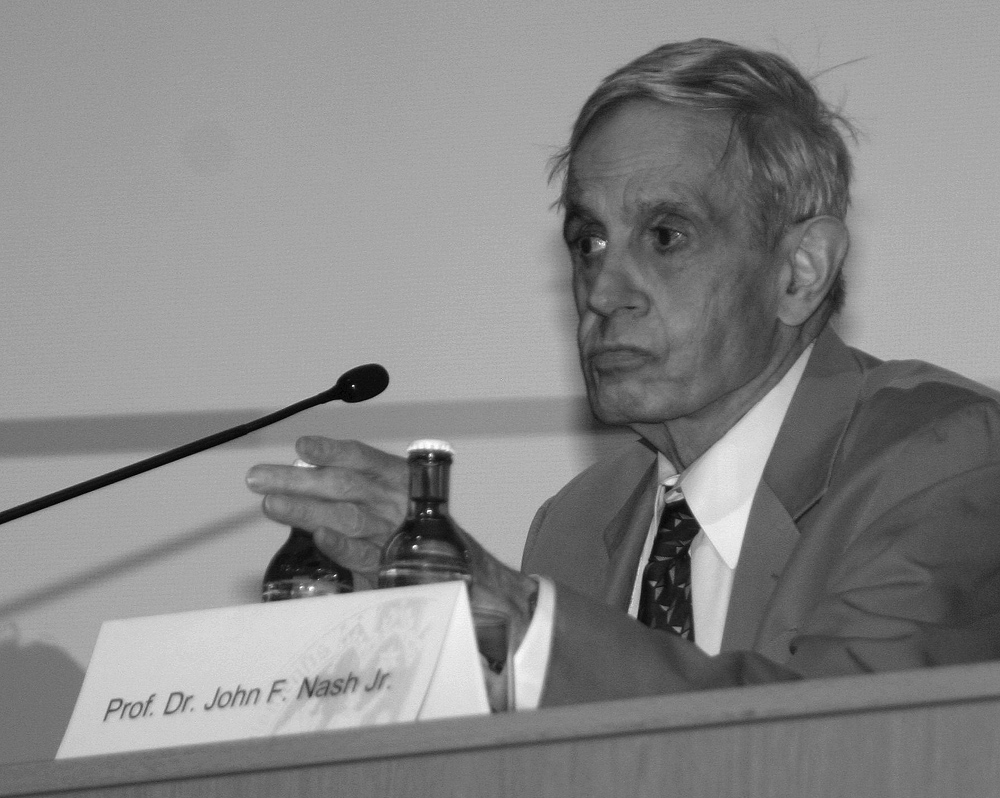
John Forbes Nash 2006

- George Dantzig: matemático, creador del algoritmo simplex para la programación lineal
- Linda Darling-Hammond: codirectora, red de Redesign Escolar
- Stephen H. Dole: Autor del libro Habitable Planets for Man[16][17] y jefe del Grupo de Ingeniería Humana de Rand[18]
- Donald Wills Douglas: Presidente, Douglas Aircraft Company, fundador de RAND
- Hubert Dreyfus: filósofo y crítico de inteligencia artificial
- Karen Elliott House: Presidenta de la Junta, 2009-presente, exeditor, The Wall Street Journal; Exvicepresidenta Sénior de Dow Jones & Company, Inc.
- Daniel Ellsberg: economista e involucrado en los Documentos del Pentágono
- Alain Enthoven: economista, Subsecretario de Defensa de 1961 a 1965, Subsecretario de Defensa para el Análisis de Sistemas de 1965-1969
- Francis Fukuyama: académico y autor de El fin de la historia y el último hombre
- Horace Rowan Gaither: Presidente de la Junta, 1949-1959, 1960-1961; conocido por el Informe Gaither.
- David Galula, oficial y académico francés
- James J. Gillogly: criptógrafo e informático
- Anthony C. Hearn: desarrolló el sistema de álgebra computacional RISC, el sistema más antiguo aún en uso activo ;[19] cofundador de la red informática CSNET
- Brian Michael Jenkins: experto en terrorismo, asesor principal del presidente de la RAND Corporation y autor de Unconquerable Nation
- Herman Kahn: teórico de la guerra nuclear y uno de los fundadores de la planificación de escenarios

- Amrom Harry Katz

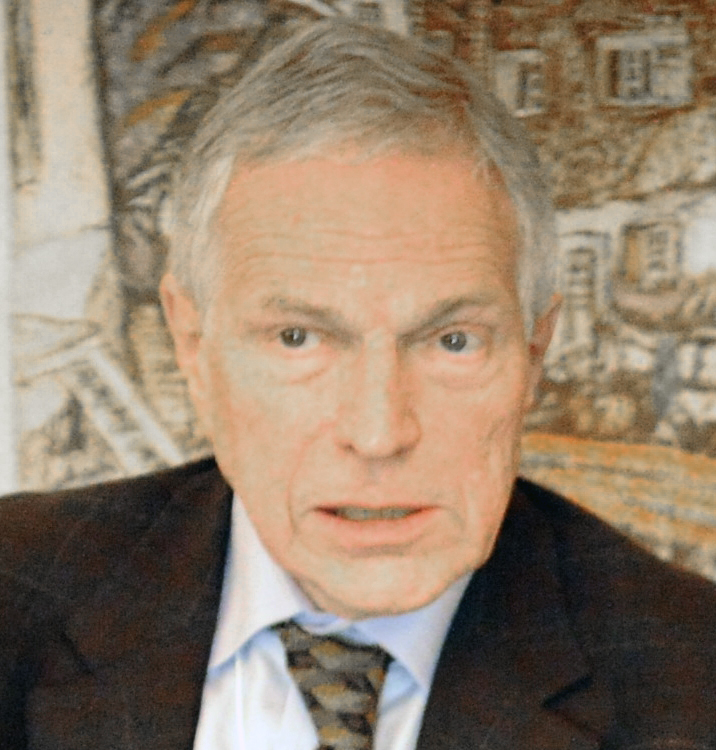
Edmund Phelps 2008-01-23

- Konrad Kellen: analista de investigación y autor, coescribió una carta abierta al gobierno de los Estados Unidos en 1969 recomendando la retirada de la guerra de Vietnam[20]
- Zalmay Khalilzad: Embajador de Estados Unidos ante las Naciones Unidas
- Henry Kissinger: Secretario de Estado de los Estados Unidos (1973-1977); Asesor de Seguridad Nacional (1969-1975); Premio Nobel de la Paz (1973)
- Kevin N. Lewis
- Ann McLaughlin Korologos: Presidenta de la Junta, abril de 2004 - 2009; Presidenta Emérita, The Aspen Institute
- Lewis "Scooter" Libby: exjefe de personal del exvicepresidente de Estados Unidos Dick Cheney
- Ray Mabus: Exembajador, gobernador
- Andrew W. Marshall: estratega militar, director de la Oficina de Evaluación Neta del Departamento de Defensa de los Estados Unidos. 1973-2015.
- Margaret Mead: Antropóloga estadounidense
- Douglas Merrill: ex CIO de Google y presidente de la división de música digital de EMI
- Newton N. Minow: Presidente de la junta, 1970-1972
- Lloyd N. Morrisett: Presidente del consejo, 1986-1995
- John von Neumann: matemático, fundador de la Teoría de Juegos, pionero de la moderna computadora digital
- Allen Newell: inteligencia artificial
- Paul O'Neill: Presidente del consejo, 1997-2000
- Arthur E. Raymond: Jefe de ingeniería, Douglas Aircraft Company, fundador de RAND
- Condoleezza Rice: ex becaria, antigua fideicomisaria (1991-1997) y ex Secretaria de Estado de los Estados Unidos
- Michael D. Rich: Presidente y Director Ejecutivo, 1 de noviembre de 2011-presente
- Leo Rosten: académico y humorista, ayudó a establecer la división de ciencias sociales de RAND
- Donald Rumsfeld: Presidente del consejo de administración de 1981 a 1986; 1995-1996 y secretario de defensa de los Estados Unidos de 1975 a 1977 y 2001 a 2006.
- Robert M. Salter: abogado del concepto del tren de levitación magnética

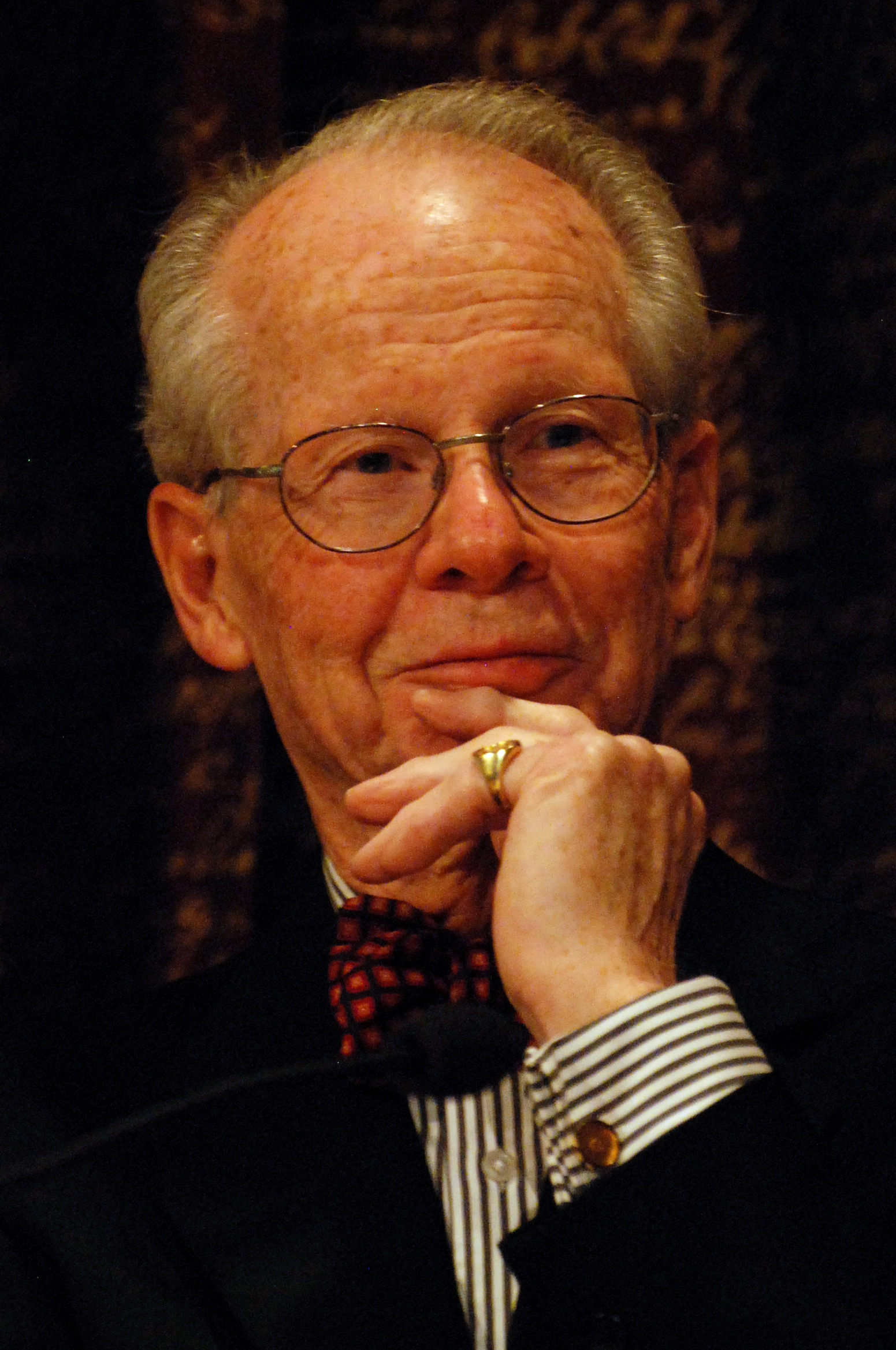
Oliver Williamson. Economista ganador del Premio Nobel en Ciencias Económicas del año 2009.

- James Schlesinger: exsecretario de Defensa y exsecretario de Energía
- Dov Seidman: abogado, empresario y CEO de LRN
- Norman Shapiro: matemático, coautor del teorema Rice-Shapiro
- Cliff Shaw: inventor de la lista enlazada y coautor del primer programa de inteligencia artificial
- Abram Shulsky: exdirector de la Oficina de Planes Especiales del Pentágono[21]
- James Steinberg: Asesor de Seguridad Nacional Adjunto de Bill Clinton
- Ratan Tata: Presidente Emérito de Tata Sons[22]
- James Thomson: Presidente y CEO de RAND, 1989 - 31 de octubre de 2011
- Willis Ware: codiseñador de JOHNNIAC y precursor de privacidad informàtica
- William H. Webster: Presidente de la Junta, 1959-1960
- Albert Wohlstetter: matemático y estratega de la Guerra Fría
- Roberta Wohlstetter: analista de políticas e historiadora militar

Laureados con el Premio del Banco de Suecia en Ciencias Económicas en memoria de Alfred Nobel
- Kenneth Arrow: economista, desarrolló el teorema de la imposibilidad en la teoría de la elección social
- Robert Aumann: matemático, teórico de juegos
- Harry Markowitz: economista, teoría de la cartera financiera mediante la elaboración de análisis de varianza media
- John Forbes Nash, Jr.: matemático
- Herbert Simon: Científico político, psicólogo, laureado en el año 1978
- Thomas C. Schelling: economista, laureado en el año 2005
- Edmund Phelps: laureado en el año 2006
- Paul Samuelson: economista
- Lloyd Shapley: matemático y teórico de juegos
- Oliver Williamson: economista, laureado en el año 2009